# Brian Young (historien)
Pour les articles homonymes, voir Brian Young.
 (janvier 2020).
Si vous disposez d'ouvrages ou d'articles de référence ou si vous connaissez des sites web de qualité traitant du thème abordé ici, merci de compléter l'article en donnant les références utiles à sa vérifiabilité et en les liant à la section « Notes et références ».
Brian Young est un historien et un professeur canadien.

## Biographie
Membre fondateur du groupe d'histoire de Montréal, il se spécialise sur l'histoire du Québec au XIXe siècle et sur l'histoire canadienne en général. Il enseigne l'histoire à l'Université McGill depuis 1975. Ronald Rudin l'a cité dans son article sur la querelle historiographique québécoise.

## Ouvrages
- George-Étienne Cartier : bourgeois montréalais, 1982
- (en) In its Corporate Capacity : The Seminary of Montreal as a Business Institution : 1816-1876, 1986
- (en) The Politics of Codification : The Lower Canadian Civil Code of 1866, 1994
- Le McCord. L’histoire d’un musée universitaire 1921-1996, 2001
- (en) Burial : A History of Montreal’s Mount Royal Cemetery, 2003
- (avec John Dickinson) Brève histoire socio-économique du Québec, 2003

## Honneurs
- 2003 - Prix Gérard-Parizeau